# Turbo (молюск)
Турбо, або морські равлики (Turbo) — рід морських молюсків із зябрами і оперкулюмом з родини Turbinidae (равликів-тюрбанів) класу черевоногі (Gastropoda). Мушля равлика називається верчик. У деяких старих українських текстах ХІХ — початку ХХ ст. — кубарчатка.

## Деякі види
- Turbo argyrostomus Linnaeus, 1758 — Срібноротий турбо[3];
- Turbo chrysostomus Linnaeus, 1758 — Золоторотий турбо[3];
- Turbo coronatus Gmelin, 1791 — Коронований турбо[3];
- Turbo cornutus Lightfoot, 1786 — Рогатий турбо[3];